# Dendrobium carinatum
Dendrobium carinatum là một loài thực vật có hoa trong họ Lan. Loài này được (L.) Willd. mô tả khoa học đầu tiên năm 1805.